# Halowy mityng lekkoatletyczny Pedro’s Cup 2007
3. Halowy mityng lekkoatletyczny Pedro’s Cup – trzecia edycja Pedro’s Cup została rozegrana 14 lutego 2007 r. w hali sportowo-widowiskowej Łuczniczka w Bydgoszczy. Odbyły się 2 konkurencje: skok wzwyż mężczyzn i skok o tyczce kobiet.

## Rezultaty

### Skok o tyczce kobiet
| Pozycja | Zawodnik               | Wynik  |
| ------- | ---------------------- | ------ |
| 1       | Jelena Isinbajewa      | 4,84 m |
| 2       | Swietłana Fieofanowa   | 4,74 m |
| 3       | Anna Rogowska          | 4,64 m |
| 4       | Pavla Hamáčková-Rybová | 4,64 m |
| 5       | Róża Kasprzak          | 4,44 m |
| 5       | Fabiana Murer          | 4,44 m |
| 7       | Joanna Piwowarska      | 4,44 m |
| 8       | Nastia Ryshich         | 4,34 m |

Monika Pyrek nie zaliczyła pierwszej wysokości.

### Skok wzwyż mężczyzn
| Pozycja | Zawodnik                | Wynik  |
| ------- | ----------------------- | ------ |
| 1       | Linus Thörnblad         | 2,34 m |
| 2       | Jurij Krymarenko        | 2,34 m |
| 3       | Tora Harris             | 2,30 m |
| 4       | Andriej Tierieszyn      | 2,30 m |
| 5       | Michał Bieniek          | 2,24 m |
| 6       | Svatoslav Ton           | 2,24 m |
| 7       | Aleksander Waleriańczyk | 2,20 m |
| 7       | Grzegorz Sposób         | 2,20 m |
| 9       | Tomáš Janků             | 2,15 m |

Sylwester Bednarek nie zaliczył pierwszej wysokości.